# ゴールバーン川 (ビクトリア州)
ゴールバーン川（ゴールバーンがわ、Goulburn River）は、オーストラリアビクトリア州を流れる河川である。ビクトリア・アルプスの西端ブラー山近くに源を発しワランガ盆地を流れ、北部エチューカでマレー川に合流する。この地域は非常に肥沃な農業地帯になっている。名称は、イギリスの保守党員・1846年以降分派のピール党員ヘンリー・ゴールバーンに由来する。